# يان سميث (حكم)
يان سميث (بالإنجليزية: Ian Smith)‏ هو حكم بريطاني، ولد في 7 ديسمبر 1965 في أولدم في المملكة المتحدة.